# Heteropoda aulica
Heteropoda aulica là một loài nhện trong họ Sparassidae.
Loài này thuộc chi Heteropoda. Heteropoda aulica được Ludwig Carl Christian Koch miêu tả năm 1878.